# 栗原博久
栗原 博久（くりはら ひろひさ、1947年3月23日 - ）は、日本の政治家。聖籠町議会議員（1期）。衆議院議員（3期）、環境政務次官（小渕内閣・小渕改造内閣）、農林水産副大臣（第1次小泉第2次改造内閣）などを歴任した。

## 来歴
新潟県新津市（現新潟市秋葉区）生まれ。農家の次男であり、新潟県立新津高等学校を経て新潟大学農学部卒業後、新潟県職員となる。その後、自民党衆議院議員であった旗野進一の秘書を務めた。1979年、第35回衆議院議員総選挙の旧新潟2区に無所属で立候補したが落選。以降5回連続で落選したが、1993年の第40回衆議院議員総選挙において初当選した。当選後は自民党に入党。
小選挙区比例代表並立制導入後は新潟4区で2回再選。1999年1月30日、中国・江沢民主席が昭和天皇に贈呈したトキ、オス個体「ヨウヨウ（友友）」メス個体「ヤンヤン（洋洋）」の受取政府代表として訪中。2003年の第43回衆議院議員総選挙では菊田真紀子に敗れ落選。再起を図ろうとしたが、菊田に勝てる見込みが薄いとのことから身を引き、長男で政策秘書・医師の栗原洋志を後継にした。しかし、洋志は第44回衆議院議員総選挙、第45回衆議院議員総選挙で菊田の前に敗れた。その後、第48回衆議院議員総選挙に新潟4区から無所属で立候補の意向を示したが断念し、自民党公認で比例北陸信越ブロック単独で立候補するが落選している。
2012年12月4日、第46回衆議院議員総選挙において新潟4区から日本維新の会公認候補として立候補したが落選し、比例復活もならなかった。2013年7月21日、第23回参議院議員通常選挙に日本維新の会から比例区で立候補したが落選。第47回衆議院議員総選挙の前に自民党に復党し、同選挙には立候補しなかった。
2017年4月29日付の春の叙勲で、旭日中綬章を受章。
2023年7月、同年8月27日に行われる聖籠町議会議員選挙へ立候補を表明。投開票の結果、定数14人に対し立候補者16人中で最下位当選した（220票）。

## 政歴
- 1972年12月 自民党衆議院議員の旗野進一の秘書となる。（1976年12月まで）
- 1979年10月7日 第35回総選挙に自民党公認を得られずに無所属で旧新潟2区から立候補したが落選した。以降、5回連続で落選。
- 1990年2月18日 第39回総選挙でも落選したが、後援者に贈物をして逮捕された。
- 1993年7月18日 第40回総選挙で初当選した。
- 1996年10月20日 第41回総選挙に自民党公認で新潟4区から立候補し、再選された。
- 1998年7月30日 小渕内閣において環境政務次官に就任する。（1999年10月5日まで）
- 2000年6月25日 第42回総選挙で再選された。
- 2001年8月23日 自民党新潟県連会長に就任する。（2002年7月10日まで）
- 2003年9月22日 第1次小泉内閣第2次改造内閣において農林水産副大臣に就任する。（2003年11月19日まで）
- 2003年11月9日 第43回総選挙にて、民主党公認の菊田真紀子に大差で破れ落選した。
- 2004年10月10日　次男で元第二秘書の栗原学が新津市議補選に無所属で立候補して無投票当選した。
- 2005年9月11日 第44回総選挙では直前になって立候補を断念し、長男で元政策秘書の栗原洋志に地盤を譲るものの洋志は落選した。
- 2012年12月16日 第46回総選挙に日本維新の会公認で新潟4区から立候補するも落選。
- 2013年7月21日 第23回参院選に日本維新の会から比例区で立候補するも落選。
- 2023年8月27日 聖籠町議会議員選挙に無所属で立候補し、最下位で当選。

## 過去に経験した役職
- 環境政務次官
- 自民党建設部会長
- 国土交通部会長
- 高速道路民営化小委員長
- 農林水産副大臣
- 自由民主党新潟県支部連合会会長

## 所属していた団体・議員連盟
- 神道政治連盟国会議員懇談会